# Niacin
 (octobre 2022).
Si vous disposez d'ouvrages ou d'articles de référence ou si vous connaissez des sites web de qualité traitant du thème abordé ici, merci de compléter l'article en donnant les références utiles à sa vérifiabilité et en les liant à la section « Notes et références ».
Niacin est un groupe de jazz fusion  avec au clavier John Novello, à la batterie Dennis Chambers, et à la basse Billy Sheehan.

## Discographie
- Niacin (1996)
- High Bias (1998)
- Live (1998)
- Deep (2000)
- Live : Blood, Sweat and Beers (2000)
- Time Crunch (2001)
- Organik (2005)
- Live in Tokyo (DVD, 2005)
- Krush (2013)